# Liste des présidents de la République italienne
La liste des présidents de la République italienne présente les personnes ayant exercé la fonction de chef de l'État italien depuis l'instauration de la République en 1946. Auparavant, ce pays avait pour régime une monarchie parlementaire, bouleversée par l'arrivée du fascisme au pouvoir, en 1922.
En Italie, le président de la République italienne est élu par un collège électoral composé des membres du Parlement, députés, et sénateurs, et des représentants régionaux, pour un mandat de sept ans qui peut être renouvelé. Des douze présidents de la République italienne, seuls Giorgio Napolitano et Sergio Mattarella ont été effectivement réélus pour un nouveau septennat. Le président Napolitano a cependant démissionné au bout de près de deux ans.

## Historique
| Président                                                                                 | Président            | Président                                                  | Élection       | Début du mandat  | Fin du mandat    | Parti politique | Notes |
| ----------------------------------------------------------------------------------------- | -------------------- | ---------------------------------------------------------- | -------------- | ---------------- | ---------------- | --------------- | --- |
|                                                                                           | Enrico De Nicola     | Enrico De Nicola (9 novembre 1877 – 1er octobre 1959)      | 1947           | 1er janvier 1948 | 12 mai 1948      | PLI             | Chef provisoire de l'État italien entre le 1er juillet 1946 et le 31 décembre 1947. Premier chef de l'État républicain, il promulgue la Constitution de la République italienne le 27 décembre 1947. Après son mandat présidentiel, il est devenu président du Sénat, puis président de la Cour constitutionnelle. |
|                                                                                           | Luigi Einaudi        | Luigi Einaudi (24 mars 1874 – 30 octobre 1961)             | 1948           | 12 mai 1948      | 11 mai 1955      | PLI             | Ancien gouverneur de la Banque d'Italie, il est apprécié pour son impartialité, mais refuse de solliciter un second septennat, malgré le soutien de nombreuses formations politiques. |
|                                                                                           | Giovanni Gronchi     | Giovanni Gronchi (10 septembre 1887 – 17 octobre 1978)     | 1955           | 11 mai 1955      | 11 mai 1962      | DC              | Parmi les fondateurs de la Démocratie chrétienne, il est largement élu président grâce à une coalition liant des formations de gauche et de droite. Il est le premier démocrate-chrétien élu au Quirinal. |
|                                                                                           | Antonio Segni        | Antonio Segni (2 février 1891 – 1er décembre 1972)         | 1962           | 11 mai 1962      | 6 décembre 1964  | DC              | Conservateur, il peine à cacher sa méfiance envers les communistes. Un accident vasculaire cérébral le contraint à la démission, seulement deux ans après son élection. |
| Intérim du président du Sénat Cesare Merzagora après la démission d'Antonio Segni.        |                      |                                                            |                |                  |                  |                 | |
|                                                                                           | Giuseppe Saragat     | Giuseppe Saragat (19 septembre 1898 – 11 juin 1988)        | 1964           | 29 décembre 1964 | 29 décembre 1971 | PSDI            | Fondateur du Parti social-démocrate, il est élu face à Pietro Nenni. Son mandat présidentiel est marqué par l'attentat de la piazza Fontana en 1969, acte fondateur de ce qu'on appellera les « années de plomb ». |
|                                                                                           | Giovanni Leone       | Giovanni Leone (3 novembre 1908 – 9 novembre 2001)         | 1971           | 29 décembre 1971 | 15 juin 1978     | DC              | Respectant à la lettre les prérogatives que lui confère la Constitution, Giovanni Leone est élu au bout de 23 tours, soit la plus longue élection présidentielle italienne. Il doit cependant démissionner quelques mois avant la fin de son septennat puisqu'il était impliqué dans un scandale de corruption. |
| Intérim du président du Sénat Amintore Fanfani après la démission de Giovanni Leone.      |                      |                                                            |                |                  |                  |                 | |
|                                                                                           | Sandro Pertini       | Sandro Pertini (25 septembre 1896 – 24 février 1990)       | 1978           | 9 juillet 1978   | 29 juin 1985     | PSI             | Premier président issu du Parti socialiste, il est également le plus âgé des hommes élus à la magistrature suprême. Durant son septennat, il jouit d'une très large popularité qu'il doit à son charisme et à l'autorité que lui confère son passé de résistant au fascisme. |
| Intérim du président du Sénat Francesco Cossiga après la démission de Sandro Pertini.     |                      |                                                            |                |                  |                  |                 | |
|                                                                                           | Francesco Cossiga    | Francesco Cossiga (26 juillet 1928 – 17 août 2010)         | 1985           | 3 juillet 1985   | 28 avril 1992    | DC              | Premier président élu à l'issue d'un seul tour de scrutin, il est le plus jeune pensionnaire du Quirinal au début de son mandat. Il suit l'exemple de ses prédécesseurs, jusqu'à ce qu'il se montre de plus en plus critique vis-à-vis des institutions. Il démissionne en prônant l'instauration d'un régime présidentiel. |
| Intérim du président du Sénat Giovanni Spadolini après la démission de Francesco Cossiga. |                      |                                                            |                |                  |                  |                 | |
|                                                                                           | Oscar Luigi Scalfaro | Oscar Luigi Scalfaro (9 septembre 1918 – 29 janvier 2012)  | 1992           | 28 mai 1992      | 15 mai 1999      | DC, Indépendant | C'est sous sa présidence qu'a lieu l'opération Mains propres, un scandale qui fait tomber de nombreuses figures politiques de premier plan impliquées dans des affaires de corruption. |
| Intérim du président du Sénat Nicola Mancino après la démission d'Oscar Luigi Scalfaro.   |                      |                                                            |                |                  |                  |                 | |
|                                                                                           | Carlo Azeglio Ciampi | Carlo Azeglio Ciampi (9 décembre 1920 – 16 septembre 2016) | 1999           | 18 mai 1999      | 15 mai 2006      | Indépendant     | Première personnalité indépendante de toute étiquette politique, il défend rigoureusement la Constitution lorsqu'il l'estime mise en cause. Sollicité pour concourir à sa propre succession, il refuse cependant de se présenter à nouveau. |
|                                                                                           | Giorgio Napolitano   | Giorgio Napolitano (29 juin 1925 – 22 septembre 2023)      | 2006           | 15 mai 2006      | 22 avril 2013    | DS, Indépendant | Premier ancien communiste élu au Quirinal, il nomme l'économiste indépendant Mario Monti à la présidence du Conseil en 2011, durant la crise économique. Il est le premier président à être réélu, du fait d'un blocage institutionnel et politique, puis favorise l'établissement d'un gouvernement de large entente entre les grands partis de centre gauche, de centre droit et du centre, avant de démissionner en 2015.                   |
| 2013                                                                                      | Giorgio Napolitano   | Giorgio Napolitano (29 juin 1925 – 22 septembre 2023)      | 22 avril 2013  | 14 janvier 2015  |                  | DS, Indépendant | Premier ancien communiste élu au Quirinal, il nomme l'économiste indépendant Mario Monti à la présidence du Conseil en 2011, durant la crise économique. Il est le premier président à être réélu, du fait d'un blocage institutionnel et politique, puis favorise l'établissement d'un gouvernement de large entente entre les grands partis de centre gauche, de centre droit et du centre, avant de démissionner en 2015.                   |
| Intérim du président du Sénat Pietro Grasso après la démission de Giorgio Napolitano.     |                      |                                                            |                |                  |                  |                 | |
|                                                                                           | Sergio Mattarella    | Sergio Mattarella (né le 23 juillet 1941)                  | 2015           | 3 février 2015   | 3 février 2022   | PD, Indépendant | Élu président de la République au quatrième tour de scrutin, Sergio Mattarella, premier juge constitutionnel désigné au Quirinal, est également le premier chef de l'État républicain né en Sicile. Malgré son refus initial, il est largement réélu pour un second mandat en 2022 compte tenu de l'incapacité des forces politiques à s'accorder sur la désignation de son successeur, et détient le record de longévité pour cette fonction. |
| 2022                                                                                      | Sergio Mattarella    | Sergio Mattarella (né le 23 juillet 1941)                  | 3 février 2022 | Mandat en cours  |                  | PD, Indépendant | Élu président de la République au quatrième tour de scrutin, Sergio Mattarella, premier juge constitutionnel désigné au Quirinal, est également le premier chef de l'État républicain né en Sicile. Malgré son refus initial, il est largement réélu pour un second mandat en 2022 compte tenu de l'incapacité des forces politiques à s'accorder sur la désignation de son successeur, et détient le record de longévité pour cette fonction. |

## Longévité

Étendard du président de la République

- Présidence la plus longue : Sergio Mattarella (10 ans, 6 mois et 5 jours, en cours)
- Présidence la plus courte : Enrico De Nicola (1 an, 10 mois et 14 jours)
- Président le plus âgé en début de mandat : Sandro Pertini (81 ans)
- Président le plus âgé en fin de mandat : Giorgio Napolitano (89 ans)
- Président le plus jeune en début de mandat : Francesco Cossiga (57 ans)
- Président encore en vie :
  - Sergio Mattarella (second mandat en cours)

Le président le plus âgé lors de son élection est Sandro Pertini, qui en 1978 était âgé de 81 ans. Le président à avoir vécu le plus longtemps est Giorgio Napolitano, né en 1925 et mort en 2023 âgé de 98 ans.
Le plus long mandat présidentiel est celui de l'actuel président Sergio Mattarella, soit 10 ans, 186 jours.
Le mandat le plus court est celui d'Enrico De Nicola, qui dura moins de deux ans.

## Cas précédents
Tous les présidents de la République, avant leur élection, ont exercé d'importantes fonctions, au sein d'une institution parlementaire ou d'un gouvernement.
Présidents du Sénat de la République :
- Francesco Cossiga

Présidents de la Chambre des députés :
- Giovanni Gronchi
- Giuseppe Saragat
- Giovanni Leone
- Sandro Pertini
- Oscar Luigi Scalfaro
- Giorgio Napolitano

Présidents du Conseil des ministres :
- Antonio Segni
- Giovanni Leone
- Francesco Cossiga
- Carlo Azeglio Ciampi

Gouverneurs de la Banque d'Italie :
- Luigi Einaudi
- Carlo Azeglio Ciampi

## Chef provisoire de l'État et intérim de la présidence
Alcide De Gasperi est chef provisoire de l'État du 13 juin au 1er juillet 1946. Enrico De Nicola lui succède et devient chef provisoire de l'État jusqu'à la fin de l'année 1947, avant de devenir brièvement président de la République.
L'intérim de la présidence de la République a été exercé six fois, successivement par Cesare Merzagora, Amintore Fanfani, Francesco Cossiga, Giovanni Spadolini, Nicola Mancino et Pietro Grasso. En effet, c'est au président du Sénat qu'il revient d'exercer provisoirement les fonctions du chef de l'État si leur titulaire n'était plus en mesure de les assumer.